# La Geste de Ségou

La Geste de Ségou est un court métrage d'animation malien réalisé par Mambaye Coulibaly en 1989. Utilisant la technique des marionnettes animées, le film est une adaptation d'un épisode de l'épopée bambara de Ségou. Le film a été primé au Fespaco et présenté en compétition au festival de Cannes.

## Synopsis
La voix off d'une narratrice présente l'histoire, qui se déroule dans le royaume bambara de Ségou, « il y a trois siècles environ ». Les devins ont prédit au roi de Ségou la naissance d'un héritier mâle qui le détrônera. Le roi a ordonné à la garde d'exécuter tous les enfants d'un an : le chef de la garde lui rapporte les amulettes des enfants tués. Mais cela ne suffit pas à détourner du roi le destin qui l'attend. 
La scène change ensuite pour se déplacer à Macina, une ville peul située non loin de Ségou. Un matin, le roi de Macina est occupé à se divertir lorsque Fatoumata vient lui apporter un bébé qu'elle a trouvé au bord du fleuve, un garçon. Elle le présente d'abord au griot, puis au roi lui-même, puis au marabout : chacun l'examine et juge l'événement de bon augure. Le marabout estime que l'enfant sera un soutien sûr. Le roi permet à Fatoumata de garder l'enfant et déclare qu'elle sera sa mère. Peu après, Fatoumata va trouver le devin qui vit à l'orée du village. Après avoir salué sa femme, elle le consulte au sujet de l'éducation et de l'avenir de l'enfant. Le devin interroge les cauris et invoque la magie : il voit quelque chose d'extraordinaire, puis remet à Fatoumata un baume dont elle devra enduire le corps de l'enfant. De fait, l'enfant est extraordinaire par son apparence : son corps est à moitié noir et à moitié blanc.

## Fiche technique
- Titre français : La Geste de Ségou[1]
- Un film de: Mambaye Coulibaly
- Titre original : Segu janjo[1]
- Réalisation et Animation : Jean Manuel Costa
- Scénario : Mambaye Coulibaly, Maryse Léon Garcia[1]
- Dialogues : Mambaye Coulibaly, Kadiatou Konaté[1]
- Direction de la photographie : Jean-Manuel Costa[1]
- Conception des marionnettes : Yaya Coulibaly et la Troupe nationale de marionnettes du Mali[1]
- Costumes : Wéré Wéré Liking[1]
- Décors : André Badila Elombe[1]
- Adaptation de la musique traditionnelle : Mambaye Coulibaly[1]
- Musique originale et illustratin sonore : Henri Guedon[1]
- Montage : Sylvie Blanc Moat assistée de Kadiatou Konaté[1]
- Production : Bintou Coulibaly[2]
- Studios de production : Les Productions Biton Coulibaly, Ariascop[1]
- Pays : Mali
- Langue : bambara
- Format : couleur
- Durée : 8 minutes
- Date de sortie : 1989

## Voix originales
Ami Sidibe, Amadou Traoré, Karamoko Diarra, Maïmouna Keïta, Moussa Traoré, Oumou Coulibaly, Oumar Fofana, Tenin Kouyaté, Tidiane Keïta.

## Production
Le film est produit avec la participation de l'UNESCO, du Programme international pour le développement de la communication (P.I.D.C.), du Ministère français de la coopération, et de l'ATRIA. Il est prévu au départ d'en faire l'épisode pilote d'une série d'animation télévisée qui ne voit finalement pas le jour. Mambaye Coulibaly est le cinéaste à l'origine du projet, mais la réalisation et l'animation sont finalement confiées au cinéaste français Jean Manuel Costa, qui anime le film en animation en volume à partir des sculptures, costumes et décors conçus et fabriqués en Afrique. Mambaye Coulibaly, qui est compositeur en plus de ses activités de cinéaste, compose lui-même une partie de la musique du court métrage.
Le court-métrage est ensuite monté et présenté en tant que court-métrage autonome sans que Jean-Manuel Costa n'en soit informé.

## Distinctions
La Geste de Ségou remporte le prix du meilleur court métrage lors du Festival panafricain du cinéma et de la télévision de Ouagadougou (Fespaco), au Burkina Faso, et il est présenté en compétition au festival de Cannes, en France, dans le cadre de la Semaine de la critique.

## Édition en vidéo
Le Geste de Ségou est éditée en DVD en 2009 chez P.O.M. Films sur le DVD L'Afrique s'anime, regroupé avec six autres courts métrages d'animation africains.